# Catedral d'Arezzo
La Catedral d'Arezzo, dedicada als sants Pere i Donato, és el principal lloc de culte catòlic de la ciutat d'Arezzo i seu de la diòcesi de Arezzo-Cortona-Sansepolcro. Situada sobre el cim del turó d'on va sorgir la ciutat, i sobre les runes d'una església paleocristiana i probablement també sobre l'antiga acròpoli de la ciutat.